# Péter Baczakó
Péter Baczakó (Ercsi, 27 de septiembre de 1951 - Budapest, 1 de abril de 2008) fue un deportista húngaro que compitió en halterofilia.
Se colgó el bronce en los Juegos Olímpicos de Montreal 1976 y el oro en los Moscú 1980. Aparte de estas dos medallas, Baczako se colgó 23 medallas, incluidas cinco medallas en Mundiales y tres en los Europeos. Estuvo toda su vida en el club de Budapest del BKV-Elore, donde se convirtió en entrenador al retirarse.
Peter Baczako murió el 1 de abril de 2008 en Budapest por culpa de un cáncer. Se le diagnosticó una distrofia muscular y estuvo en silla de ruedas en los últimos meses.

## Palmarés internacional
| Representando a Hungría |                             |                   |           |
| Año                     | Lugar                       | Medalla           | Categoría |
| Juegos Olímpicos        |                             |                   |           |
| 1976                    | Montreal (Canadá)           | Medalla de bronce | 82.5 kg   |
| 1980                    | Moscú (URSS)                | Medalla de oro    | 90 kg     |
| Campeonato Mundial      |                             |                   |           |
| Año                     | Lugar                       | Medalla           | Categoría |
| 1976                    | Montreal (Canadá)           | Medalla de bronce | 82.5 kg   |
| 1977                    | Stuttgart (RFA)             | Medalla de plata  | 82.5 kg   |
| 1978                    | Gettysburg (Estados Unidos) | Medalla de plata  | 82.5 kg   |
| 1980                    | Moscú (URSS)                | Medalla de oro    | 90 kg     |
| Campeonato Europeo      |                             |                   |           |
| Año                     | Lugar                       | Medalla           | Categoría |
| 1977                    | Stuttgart (RFA)             | Medalla de plata  | 82.5 kg   |
| 1978                    | Havířov (República Checa)   | Medalla de plata  | 82.5 kg   |
| 1979                    | Varna (Hungría)             | Medalla de plata  | 90 kg     |